# Voltor sylphis
Voltor sylphis är en insektsart som först beskrevs av Herman Willem van der Weele 1907.  
Voltor sylphis ingår i släktet Voltor och familjen myrlejonsländor. Inga underarter finns listade i Catalogue of Life.